# Tempo T
 (novembre 2021).
La mise en forme du texte ne suit pas les recommandations de Wikipédia : il faut le « wikifier ».
Les points d'amélioration suivants sont les cas les plus fréquents. Le détail des points à revoir est peut-être précisé sur la page de discussion.
- Les titres sont pré-formatés par le logiciel. Ils ne sont ni en capitales, ni en gras.
- Le texte ne doit pas être écrit en capitales (les noms de famille non plus), ni en gras, ni en italique, ni en « petit »…
- Le gras n'est utilisé que pour surligner le titre de l'article dans l'introduction, une seule fois.
- L'italique est rarement utilisé : mots en langue étrangère, titres d'œuvres, noms de bateaux, etc.
- Les citations ne sont pas en italique mais en corps de texte normal. Elles sont entourées par des guillemets français : « et ».
- Les listes à puces sont à éviter, des paragraphes rédigés étant largement préférés. Les tableaux sont à réserver à la présentation de données structurées (résultats, etc.).
- Les appels de note de bas de page (petits chiffres en exposant, introduits par l'outil «  Source ») sont à placer entre la fin de phrase et le point final[comme ça].
- Les liens internes (vers d'autres articles de Wikipédia) sont à choisir avec parcimonie. Créez des liens vers des articles approfondissant le sujet. Les termes génériques sans rapport avec le sujet sont à éviter, ainsi que les répétitions de liens vers un même terme.
- Les liens externes sont à placer uniquement dans une section « Liens externes », à la fin de l'article. Ces liens sont à choisir avec parcimonie suivant les règles définies. Si un lien sert de source à l'article, son insertion dans le texte est à faire par les notes de bas de page.
- La présentation des références doit suivre les conventions bibliographiques. Il est recommandé d'utiliser les modèles {{Ouvrage}}, {{Chapitre}}, {{Article}}, {{Lien web}} et/ou {{Bibliographie}}. Le mode d'édition visuel peut mettre en forme automatiquement les références.
- Insérer une infobox (cadre d'informations à droite) n'est pas obligatoire pour parachever la mise en page.

Pour une aide détaillée, merci de consulter Aide:Wikification.
Si vous pensez que ces points ont été résolus, vous pouvez retirer ce bandeau et améliorer la mise en forme d'un autre article.
Le Tempo T1 est le premier triporteur motorisé, présenté en 1928 par le tout nouveau constructeur allemand Tempo-Werke. Il est le premier d'une série de modèles T lancés à partir de 1928.
Le Tempo T1 avait la particularité d'avoir le plateau de chargement devant le poste de conduite. C'était en fait un tricycle inversé avec une direction par volant, selon les critères en vigueur à l'époque.
Ce type de triporteur a largement été favorisé par le gouvernement allemand qui, en 1928, a promulgué une loi par laquelle les véhicules à moteur de moins de quatre roues et d'une cylindrée inférieure à 200 centimètres cubes peuvent être conduits sans permis et sont détaxés,. Cette disposition a fait croître fortement la demande de ce type de véhicules.

## Histoire
La société Vidal und Son a été créée à Hambourg en 1883 pour fournir des services de lutte contre les incendies dans les ports, notamment ceux qui traitaient l'importation de charbon. En 1927, l'économie allemande est écrasée sous le poids des réparations de guerre et l'importation de charbon tombe à un niveau très bas. Face à cette récession la société "Vidal und Son" recherche de nouveaux débouchés. Max Vidal et son fils Oscar décident de tenter leur aventure dans l'industrie automobile. Ils se consacrent au développement d'un véhicule utilitaire simple, similaire au populaire "Blitzkarren" de Carl Borgward, lancé en 1924.

## Les modèles Tempo T
Comme tous ses prédécesseurs, les Tempo T ont été développés comme moyen de transport bon marché pour les petits entrepreneurs et les agriculteurs de l'Allemagne d'après-guerre. L'économie allemande avait été dévastée par la Première Guerre mondiale. À cette époque, le peuple allemand devait se satisfaire de moyens de transport sans fioritures, bon marché à l'achat comme en exploitation. La vitesse n'était pas essentielle car le véhicule remplaçait chevaux et calèches.

### Tempo T1
Forts des dispositions de la loi de 1928 qui fait immédiatement croître la demande de ce type de véhicules en Allemagne, Max et Oscar Vidal présentent le résultat de leur projet automobile, le Tempo T1. C'est l'alliance d'une moto et d'une remorque dans une unité rigide, un tricycle ouvert avec deux roues à l'avant supportant le plateau de chargement et le poste de conduite à l'arrière. Le véhicule est équipé d'un moteur JLO, un monocylindre à deux temps de 196 cm³ développant une puissance de 5 ch qui offre une charge utile d'environ 500 kg. Le "T1" sera fabriqué à Stade et à Lünebourg
Le "Tempo T1" se distingue surtout par sa mauvaise finition et ses nombreux défauts. Tous les véhicules devaient être sans cesse dépannés. Un mécanicien a été spécialement embauché pour les interventions chez les clients. Rapidement la production va être progressivement abandonnée au profit de son successeur, le Tempo  T6.

### Tempo T2
Dès le lancement du T1, Max et Oscar Vidal se rendent compte des insuffisances du T1 et vont très vite présenter un modèle plus puissant, le Tempo T2, équipé d'un moteur monocylindre à deux temps Hamor de 440 cm³ développant 9 ch et offrant une charge utile d'environ 600 kg avec chauffeur. 41 exemplaires seront fabriqués entre 1928 et 1930. Comme le T1, son grand frère T2 a été fabriqué à Stade et à Lünebourg. Ce modèle se distinguait également par sa mauvaise fabrication et ses nombreux défauts de construction. Sans exception, ces véhicules devaient être améliorés. À partir de 1930, la production a été progressivement abandonnée au profit de son successeur, le "T10".
Les Tempo T1 et T2 étaient, en fait, des copies simples et bon marché mais très mal construites des tricycles de livraison construits par plusieurs autres sociétés comme Goliath, Phanomen et Rollfix. Cependant, ils étaient si mal construits que leurs pannes constantes obligeaient Tempo à employer un mécanicien mobile à temps plein pour effectuer les dépannages dès que les véhicules prenaient la route.

### Tempo T6
Un début aussi délicat serait fatal à tout un nouveau constructeur mais Tempo-Werke a une chance extraordinaire, une vraie bouée de sauvetage, avec la faillite de son principal concurrent, Rollfix, lors du crack boursier de 1929. Le concepteur en chef de Rollfix, Otto Daus, a été recruté par Tempo qui s'est attaché à régler sans délai les gros problèmes techniques des Tempo T1 et T2. Le résultat a été le lancement dès 1929 du Tempo T6, qui, bien que similaire à ses prédécesseurs, était en fait un véhicule nouveau. Équipé d'un moteur à deux temps JLO de 198 cm³, beaucoup plus fiable, le T6 s'est vendu à 3.596 exemplaires entre 1929 et 1935. Pour faire face à cet accroissement de production, Tempo-Werke a dû déménager dans des locaux plus grands à Hambourg. Grâce à ce modèle, la marque Tempo a pu corriger sa très mauvaise réputation acquise avec les T1 et T2.

### Tempo T10
En 1930, Tempo-Werke présente la dernière étude de son concepteur en chef, Otto Dauss, le Tempo T10, qui va remplacer le piètre T2. Doté d'un moteur monocylindre deux temps de 349 cm³ développant 10 ch, sa charge utile atteint 750 kg, chauffeur inclus. Ce véhicule n'a pas connu le même succès que le T6 car il fallait détenir un permis de conduire et payer des taxes sur le véhicule puisqu'il n'entrait pas dans les critères de la loi de 1928. Seulement 840 exemplaires ont été fabriqués.

## Le Tempo Pony
En 1932, Tempo-Werke veut en finir avec la série T et lance le "Pony". Comme le T6, pour respecter les critères de la loi de 1928, le Tempo Pony a un moteur de 198 cm³. Sa construction a été considérablement simplifiée pour être moins chère. La direction, précédemment commandée par un volant, se fait simplement en faisant pivoter un guidon. L'avantage est son prix exceptionnellement faible, 795 Reichsmarks par rapport aux 1.280 Reichsmarks du T6. Mais le succès escompté n'a pas eu lieu, les clients n'ont pas réussi à s'habituer à ce type de direction inhabituelle. 528 exemplaires ont été fabriqués et l'on considère que la plupart d'entre eux ont été transformés en remorques par la société Herbert Vidal et vendues sous la marque Tempo.
Pour éviter la débâcle, Tempo-Werke réagit immédiatement et, en toute fin d'année 1932, lance la série "Front", un tricycle classique, dont le poste de conduite est placé à l'avant dans une cabine fermée, le moteur enveloppé dans une carrosserie très pointue. Le premier modèle de cette nouvelle série est le Tempo Front 6. 